# 新京成タクシー
新京成タクシー株式会社（しんけいせいタクシー）は、かつて存在した日本のタクシー事業者。新京成電鉄の子会社で京成グループに属していた。

## 概要
1971年2月6日設立。2000年8月1日付で下総興業株式会社（現：京成リテーリングネット）へ吸収合併され、法人としては消滅。新京成グループはタクシー事業から撤退した。
営業所を新京成バス習志野営業所（当時。現：京成バス千葉セントラル習志野西営業所）近くに置き、新京成電鉄新京成線（現・京成松戸線）高根公団駅前・新津田沼駅前などで営業していた。京成電鉄タクシーホールディングス傘下の京成タクシーセントラルの船橋営業所（旧：京成タクシー船橋←船橋交通）および習志野営業所（旧：京成タクシー習志野←習志野タクシー） と同一の営業区域（京葉交通圏）で営業を行っていた。
新津田沼駐車場を吸収合併したが、下総興業に吸収合併された後にエスピー産業に移管され、その後エスピー産業は京成不動産に吸収合併され同社の駐車場事業部となった。
廃業後の本社跡地には、2019年3月18日に京成タクシー習志野（現：京成タクシーセントラル習志野営業所）の本社が移転してきた。

## 沿革
- 1971年（昭和47年）2月6日 - 新京成電鉄により、新京成タクシー株式会社を設立[1]。
- 1985年（昭和60年）5月27日 - 新京成タクシーが、新津田沼駐車場株式会社を吸収合併[1]。
- 2000年（平成12年）8月1日 - 下総興業株式会社（現：京成リテーリングネット）が、新京成タクシーを吸収合併[1]。
- 2019年（平成31年）3月18日 - 新京成タクシー本社跡地に京成タクシー習志野（現：京成タクシーセントラル習志野営業所）の本社が移転。